# شي زياوتيان
شي زياوتيان (بالصينية: 石笑天) (6 مارس 1990 بشنيانغ في الصين - ) هو لاعب كرة قدم صيني في مركز حراسة المرمى. لعب مع نادي بكين سينوبو غوان ونادي غوانغجو آر أند إف وLiaoning F.C. ‏.

## وصلات خارجية
- شي زياوتيان على موقع قاعدة بيانات كرة القدم.إي يو (الإنجليزية)
- شي زياوتيان على موقع ناشيونال فوتبول تيمز (الإنجليزية)
- شي زياوتيان على موقع Soccerway.com (الإنجليزية)